# Henry Ayers

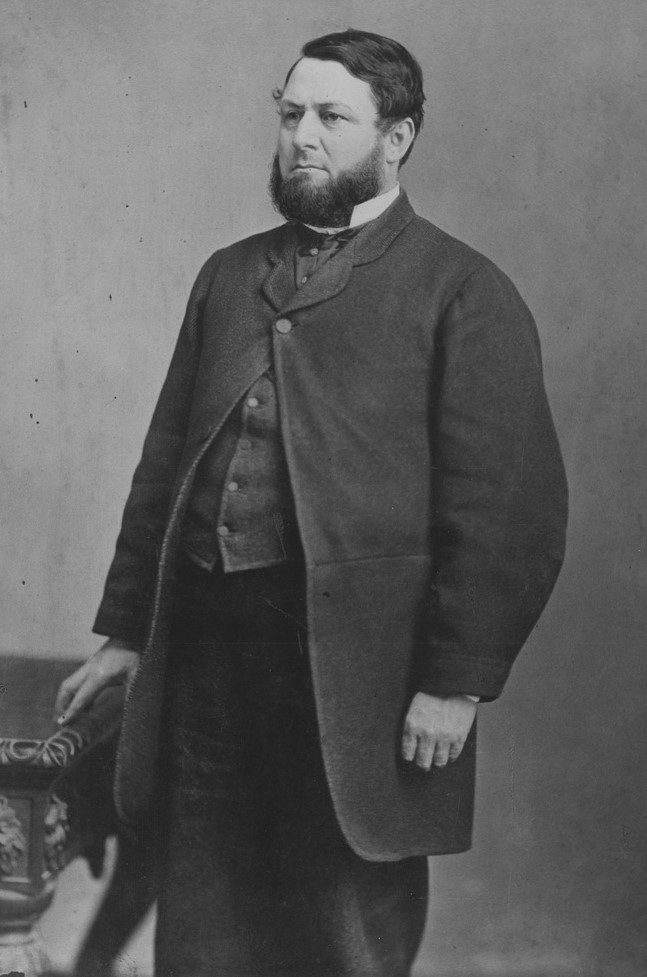

Henry Ayers (1 de mayo de 1821-11 de junio de 1897) ha sido el octavo Premier de Australia del Sur, habiendo alcanzado un hito al haberlo sido cinco veces entre 1863 y 1873.
Su monumento duradero es la Ayers Rock, también conocida como Uluru, la cual fue descubierta en 1873 por William Gosse.

## Biografía
Ayers nació en Portsea, Portsmouth, Hampshire, Inglaterra, hijo de William Ayers, de los patios del puerto de Portsmouth, y de Elizabeth, de apellido Breakes. Educado en la escuela Beneficial Society's School (Portsea)  se empleó en una oficina de leyes en 1832.
Emigró, como carpintero, a Australia del sur en 1840 con su mujer, Anne (de apellido Potts) con portes pagados. Hasta 1845  trabajó como adjunto legal, tras lo cual fue nombrado secretario de las minas Burra Burra de la Asociación Minera australiana Del sur. Henry Roach era Capitán en jefe, responsable  directo de operaciones, entre 1847 y 1867. Ya en un año la mina empleaba más de 1000 hombres. Para casi 50 años, Ayers estuvo en control de esta mina, ascendiendo de secretario a director gestor. Hizo su fortuna de las Minas de Cobre Burra Burra, la cual ganó fama como "Mina Monstruo", y que aseguró la riqueza de la colonia de Australia del sur.

## Política
El 9 de marzo de 1857 Ayers fue el más joven de los electos al primer Consejo Legislativo de Australia del sur. Continuó siendo miembro más de 36 años. Desde hace muchos años la colonia entera formó un solo electorado para todo el consejo; en dos ocasiones (1865 y 1873) Ayers obtuvo más votos que otro cualquiera.
Tras muchas peripecias políticas, Ayers volvió a ser premier de mayo de 1867 a septiembre de 1868, de octubre a noviembre de 1868, del 27 de enero de 1872 a marzo de 1872, y, con un equipo enteramente nuevo de ministros, de marzo de 1872 a julio de 1873.
Finalmente, sostuvo la posición de Secretario en Jefe durante el gobierno de Colton, de junio de 1876 a octubre de 1877, que fue su última legislatura.